# 貝塞爾島 (加利福尼亞州)
貝塞爾島（英語：Bethel Island）是位於美國加利福尼亞州康特拉科斯塔縣的一個人口普查指定地區。

## 地理
貝塞爾島的座標為38°00′54″N 121°38′26″W / 38.01500°N 121.64056°W，而該地最高點為海拔高度-2米（即-7英尺）。

## 人口
根據2010年美國人口普查的數據，貝塞爾島的面積為14.50平方千米，當中陸地面積為14.50平方千米，而水域面積為0.00平方千米。當地共有人口2137人，而人口密度為每平方千米147人。